# Ferreirim e Macieira
Ferreirim e Macieira (oficialmente: União das Freguesias de Ferreirim e Macieira) é uma freguesia portuguesa do município de Sernancelhe, com 22,37 km² de área e 614 habitantes (censo de 2021). A sua densidade populacional é 27,4 hab./km².

## História
Foi criada aquando da reorganização administrativa de 2012/2013, resultando da agregação das antigas freguesias do Ferreirim e Macieira.

## Demografia
A população registada nos censos foi:
| Distribuição da População por Grupos Etários | Distribuição da População por Grupos Etários | Distribuição da População por Grupos Etários | Distribuição da População por Grupos Etários | Distribuição da População por Grupos Etários | Distribuição da População por Grupos Etários |
| -------------------------------------------- | -------------------------------------------- | -------------------------------------------- | -------------------------------------------- | -------------------------------------------- | -------------------------------------------- |
| Antes da agregação                           |                                              |                                              |                                              |                                              |                                              |
| Ano                                          | 0-14 anos                                    | 15-24 anos                                   | 25-64 anos                                   | >= 65 anos                                   | Total                                        |
| 2001                                         | 121                                          | 95                                           | 331                                          | 132                                          | 679                                          |
| 2011                                         | 71                                           | 52                                           | 300                                          | 158                                          | 581                                          |
| Após a agregação                             |                                              |                                              |                                              |                                              |                                              |
| Ano                                          | 0-14 anos                                    | 15-24 anos                                   | 25-64 anos                                   | >= 65 anos                                   | Total                                        |
| 2021                                         | 49                                           | 64                                           | 296                                          | 205                                          | 614                                          |